# Оливър Харди
Оливър Харди (на английски: Oliver Hardy) е американски комик, известен като част от класическото комедийно дуо Лаурел и Харди. То се появява в ерата на немите филми и играе почти 30 години, от 1927 до 1955 г.

## Детство
Рожденото име на Оливър Харди е Норвъл Харди, роден е на 18 януари 1892 година в Харлем, Джорджия. Баща му Оливър воюва за Конфедерацията, ветеран от битката при Антиетам от 17 септември 1862 г. След демобилизацията му като вербуващ офицер за Рота К, 16-и полк на Джорджия, по-големият от децата Оливър Харди помага на баща си в отглеждането на остатъците от семейната памукова плантация, купува дял от бизнес с търговия на дребно и е избран за постоянен данъчен на окръг Колумбия. Майка му Емили Норвъл, дъщеря на Томас Бенджамин Норвъл и Мери Фрийман, е наследник на Капитан Хю Норвъл от Уилямсбърг, Вирджиния. Семейството ѝ се заселва във Вирджиния преди 1635 г. Сватбата им е на 12 март 1890 г.; това е втората сватба за вдовицата Емили и трета за Оливър. По баща той е англо-американец, а от страна на майка си – шотландо-американец.
Семейството се премества в Мадисън през 1891 г., преди раждането на Норвъл. Майката на Норвъл притежава къща в Харлем, която е била или празна, или обитавана от майка ѝ. Вероятно Норвъл е роден в Харлем, въпреки че според някои източници е роден в родния град на майка му – Ковингтън. Баща му умира по-малко от година след раждането на Норвъл. Харди е най-малкият от пет деца. Като малък понякога е бил трудно дете. Изпращат го във Военния колеж в Джорджия в Милиджвил. През учебната 1905/06 г. през летния семестър (септември – януари), когато е на 13 години, Харди е изпратен в колежа Йънг Харис в Северна Джорджия. Колежът тогава е средно училище, не се равнява на днешните колежи за две години след средно образование.
Оливър не проявява голям интерес към образованието, въпреки че от малък се интересува от музика и театър, вероятно провокиран от наемателите в къщата на майка му. Той се присъединява към театрална група, а по-късно бяга от пансиона близо до Атланта, в който е записан, за да пее с групата. Майка му вижда неговия музикален талант и го изпраща в Атланта да учи музика и пеене при музикален педагог – Адолф Дам-Питърсън, но Харди не ходи на часовете, за да пее в Алказар Тиътър за 3,50 долара на седмица. По-късно той решава да се върне в Милиджвил.
Известно време преди 1910 г. Харди започва да се нарича „Оливър Норвъл Харди“, като първото му име „Оливър“ е в чест на баща му. Той се появява като „Оливър Н. Харди“ през 1910 г. при преброяването в САЩ, {{#tag:ref| Всъщност, той е записан като „Оливър М. Харди“ (не „Н.“), като „електротехник“ в „електричен театър“. Освен това по погрешка е записан като „син“ на Рой Дж. Байсдън и при всички по-късни административни записи – съдебни, сватбени и т.н., Харди се представя като „Оливър“, с името на баща си.
Майката на Харди иска той да учи право в Университета в Джорджия през есента на 1912 г., но няма доказателства, че някога е бил или не е бил записан.

## Начало на кариерата
През 1910 г. в родния град на Харди, Милиджвил, Джорджия отваря врати кино, където той започва работа като осветител, продавач на билети, портиер и управител. Скоро той е завладян от новата киноиндустрия и вярва, че може да се справи по-добре от актьорите, които вижда на екрана. Един приятел му предлага да отиде в Джаксънвил, Флорида, където се снимат някои от филмите. През 1913 г. той прави именно това и започва работа като певец в кабаре и водевили през нощта, работи и в компанията за филмопроизводство Любин през деня. По това време той среща и се жени за първата си съпруга – пианистката Мадлин Салошин.
Следващата година снима първия си филм, Да надхитриш татко за студио Любин. Във филма се представя като О. Н. Харди, използвайки името на баща си в негова памет. В личния си живот той е познат като „Бейб“ Харди, псевдоним, даден му от италианеца фризьор, който пудрел бузите на Оливър и казвал „хубав бейб“. В много от по-късните си филми за Любин той се представял като „Бейб Харди“. Харди бил едър мъж, висок над 1,80 м и тежал над 130 кг. Размерите му го ограничавали в ролите, които можел да играе. Най-често той играел „бабаита“ или злодея. Освен това играел и в комедийни късометражни филми, където размерите му допълвали персонажа.
До 1915 г. Харди снима 50 късометражни филма за Любин. По-късно се премества в Ню Йорк, където снима филми за Патѐ, Казино и Едисън студио. След това се връща в Джаксънвил и снима филми за компанията Вим комеди, докато студиото затваря врати, понеже Харди открива, че собствениците крадат от заплатите. По-късно той работи за студио Кинг Бий, след като компанията купува Вим. Работи с имитатора на Чарли Чаплин Били Уест и по същото време – с комедийната актриса Етел Бъртън Палмър. (Харди продължава да играе „бабанката“ за Уест до 20-те години на 20. век, често имитира Ерик Кембъл.) През 1917 г. Оливър Харди се премества в Лос Анджелис, като работи самостоятелно за няколко холивудски филмови компании. По-късно същата година се появява във филма Щастливото куче на продуцента („Бронко Били“) Андерсън с участието на млад британски комик на име Стан Лаурел. Оливър Харди играе крадец, които се опитва да ограби персонажа на Стан. Ще изминат още няколко години, преди двамата да работят отново заедно.
Между 1918 г. и 1923 г. Оливър Харди снима над 40 филма за Витаграф, където най-често играе „бабанката“ за Лари Сиймън. През 1919 г. той се разделя със съпругата си и през 1920 г. се развежда окончателно, както се твърди, заради изневяра на Харди. Още на следващата година, на 24 ноември 1921 г., Харди се жени отново, този път за актрисата Миртъл Рийвс. Този брак също не е щастлив, Миртъл става алкохоличка.
През 1924 г. Харди започва работа в Хал Роуч Студио, където работи с Чарли Чейс. През 1925 г. той участва като Слабия мъж в Магьосникът от Оз. През същата година участва и във филма Да, да, Нанет!, където играе Джими Финлейсън, който по-късно често се появява в сериите на Лаурел и Харди. Филмът е режисиран от Стан Лаурел. Той продължава да играе поддържащи роли във филми с Клайд Кук и Боби Рей.
През 1926 г. Харди трябва да участва в Хванете ги млади, но неочаквано влиза в болница, след като се изгаря с горещ агнешки бут. Лаурел, който работи като комик и режисьор за Роуч студио, играе заместващата роля. Лаурел продължава да се появява пред камерата вместо зад нея и по-късно същата година снима филм заедно с Харди, 45 минути от Холивуд, въпреки че нямат общи сцени.

## Лаурел и Харди
През 1927 г. Стан Лаурел и Харди започват да снимат заедно в Изчезнали съпруги, С любов и съскане. Осъзнавайки реакцията на публиката при появата на двамата комици, техническият директор на Роуч студио, Лео Маккери, започва да ги събира в общи сцени, като в края на същата година започват сериите на Лаурел и Харди. Така той създава най-известната комедийна двойка в историята на киното. Те започват да снимат огромно количество късометражни филми, сред които Битката на века (1927) (с една от най-големите битки с торти снимана някога), Трябва ли семейните мъже да се прибират вкъщи? (1928), Двамата моряци (1928), Още една бъркотия (1930) и много други. През 1931 г. снимат първия си пълнометражен филм (където те вече са звезди) – Извинете ни, въпреки че до 1935 г. все още снимат и късометражни филми. Музикалната кутия от 1932 г. им носи награда на Филмовата академия за най-добър късометражен филм – единствената подобна награда, която имат. През 1936 г. в личния си живот Харди преживява голям удар, когато той и Миртъл се развеждат. През 1939 г. се среща със сценаристката Вирджиния Лусил Джоунс, за която се жени на следващата година. Двамата се радват на щастлив брак до смъртта на Харди.
През 1947 г. Лаурел и Харди правят шестседмично турне във Великобритания. Първоначално са несигурни как ще протече турнето, но навсякъде ги посрещат тълпи от хора. Турнето е удължено и те посещават Скандинавия, Белгия, Франция, а също правят и специално представление за крал Джордж VI във Великобритания.
През 1949 г. приятелят на Харди, Джон Уейн, го кани да играе поддържаща роля в Борбеният кентъкианец. Харди и преди е работил с Уейн и Джон Форд за благотворително представяне на пиесата Цената на славата, когато няколко години по-рано Лаурел започва да се лекува от диабет.

## Смърт
През май 1954 г. Харди получава лек сърдечен удар. През 1956 г. за първи път в живота си започва да се грижи за здравето си. Отслабва с над 67 кг за няколко месеца, което напълно променя външния му вид. В писма на Стан Лаурел се споменава, че той е болен от рак, което кара някои да смятат, че това е истинската причина за загубата на тегло. Харди е страстен пушач, също както Стан Лаурел. Хал Роуч казва за тях, че са двойка „димна завеса на товарен влак“  На 14 септември Харди получава нов удар, който го приковава към леглото; актьорът не може да говори в продължение на няколко месеца. Остава вкъщи, под грижите на обичната си Лусил. В началото на август 1957 г. претърпява още два удара и изпада в кома, от която никога не се възстановява. Оливър Харди умира на 7 август 1957 г., на 65-годишна възраст. Погребан е в Масонската градина на гробището във Валхала Мемориъл Парк.

Стан Лаурел е твърде болен, за да отиде на погребението на своя партньор и приятел. Той казва: „Бейб ще ме разбере.“

## Наследство
- Звездата на Харди на Алеята на славата в Холивуд е на Вайн стрийт 1500, Холивуд, Калифорния.
- В родния град на Харди, Харлем, Джорджия, има малък музей Лаурел и Харди, открит на 15 юли 2000 г.